# Montamel
Montamel ist eine französische Gemeinde mit 91 Einwohnern (Stand 1. Januar 2022) im Département Lot in der Region Okzitanien. Sie gehört zum Kanton Causse et Bouriane und zum Arrondissement Gourdon. 
Sie grenzt im Nordwesten an Saint-Germain-du-Bel-Air, im Norden an Frayssinet, im Nordosten an Lamothe-Cassel, im Südosten an Ussel, im Süden an Mechmont, im Südwesten an Gigouzac und im Westen an Peyrilles.

## Bevölkerungsentwicklung
| Jahr      | 1962 | 1968 | 1975 | 1982 | 1990 | 1999 | 2008 | 2018 |
| --------- | ---- | ---- | ---- | ---- | ---- | ---- | ---- | ---- |
| Einwohner | 110  | 100  | 73   | 78   | 76   | 98   | 94   | 104  |